# Il meglio d'Italia
Il meglio d'Italia è stato un programma televisivo italiano andato in onda in prima serata su Rai 1 dal 28 febbraio 2014 al 21 marzo 2014 con la conduzione di Enrico Brignano e Liz Solari. È stato replicato su Rai Premium.

## Il programma
Si tratta di un one man show, in cui Brignano, spalleggiato da ospiti, racconta la sua Italia.

## Ascolti
| Puntata | Messa in onda    | Telespettatori | Share  | Ospiti                                                                     |
| ------- | ---------------- | -------------- | ------ | -------------------------------------------------------------------------- |
| 1       | 28 febbraio 2014 | 4.953.000      | 20,10% | Rocco Hunt, Pippo Baudo, Alberto Angela, Giorgia, Il Volo                  |
| 2       | 7 marzo 2014     | 3.632.000      | 15,40% | Renzo Arbore, Michele Placido, Serena Autieri, Laura Giordano, Alex Britti |
| 3       | 14 marzo 2014    | 3.564.000      | 15,42% | Sergio Rubini, Laura Pausini, Luca Manfè, Mario Tozzi                      |
| 4       | 21 marzo 2014    | 3.114.000      | 13,42% | Alessandra Amoroso, Arisa, Carlo Conti, Giancarlo Giannini                 |
| Media   | Media            | 3.808.000      | 16,08% |                                                                            |